# Wamey
Das Wamey (Coniagui auf Wamey) ist eine Sprache, die im Südosten Senegals und in Guinea gesprochen wird.
Sie ist Teil der Gruppe der Tenda.
Andere Namen für das Wamey sind Coniagui, Wamay, Wamei, Wéy, Konyagi, Conhague und Koniagui.

## Sprecher
Die Gesamtzahl der Sprecher wird auf 21.970 geschätzt, davon 16.700 in Senegal im Jahre 2002 und 5,270 in Guinea im Jahre 2001.